# Phyllis A. Whitney

Phyllis Ayame Whitney (9 de setembro de 1903 – 8 de fevereiro de 2008) nasceu no Japão, filha de pais americanos, escritora de romances de mistério. Rara por seu gênero, escreveu tanto para o público juvenil como para o adulto, muito de seus livros se passam em lugares exóticos. Alguns descreviam seu gênero como ficção gótica, mas ela preferia que fosse “suspense romântico”.
Whitney escreveu mais de setenta romances. Em 1961, seu livro The Mystery of the Haunted Pool ganhou um Prêmio Edgar da Academia de Escritores de Mistério da América como a melhor novela juvenil, e foi honrada novamente em 1964, por The Mystery of the Hidden Hand. Em 1988, a mesma academia (MWA) deu a ela o prêmio máximo pelo conjunto de sua obra. Whitney morreu de pneumonia com a idade de 104 anos.

## Obras
| nº série | Título em Portugal         | Tradutor(a)              | Título no Brasil         | Tradutor(a)                    | Título em Espanhol           | Tradutor(a)                                                                   | Título original nos EUA             | Ano do lançamento |
| -------- | -------------------------- | ------------------------ | ------------------------ | ------------------------------ | ---------------------------- | ----------------------------------------------------------------------------- | ----------------------------------- | ----------------- |
| (01)     |                            |                          |                          |                                |                              |                                                                               | A Place for Ann                     | (1941)            |
| (02)     |                            |                          |                          |                                |                              |                                                                               | A Star for Ginny                    | (1942)            |
| (03)     |                            |                          |                          |                                |                              |                                                                               | A Window for Julie                  | (1943)            |
| (04)     |                            |                          |                          |                                | El Rojo es para el Asesinato | Héctor Genoud                                                                 | Red is for Murder(a)                | (1943)            |
| (05)     |                            |                          |                          |                                |                              |                                                                               | The Silver Inkwell                  | (1945)            |
| (06)     |                            |                          |                          |                                |                              |                                                                               | Writing Juvenile Fiction            | (1947)            |
| (07)     |                            |                          |                          |                                |                              |                                                                               | Willow Hill                         | (1947)            |
| (08)     |                            |                          |                          |                                |                              |                                                                               | Ever After                          | (1948)            |
| (09)     |                            |                          |                          |                                |                              |                                                                               | The Mystery of the Gulls            | (1949)            |
| (10)     |                            |                          |                          |                                |                              |                                                                               | Linda's Homecoming                  | (1950)            |
| (11)     |                            |                          |                          |                                |                              |                                                                               | The Island of Dark Woods(b)         | (1951),           |
| (12)     |                            |                          |                          |                                |                              |                                                                               | Love Me, Love Me Not                | (1952)            |
| (13)     |                            |                          |                          |                                |                              |                                                                               | Step to the Music                   | (1953)            |
| (14)     |                            |                          |                          |                                |                              |                                                                               | Mystery of the Black Diamonds       | (1954)            |
| (15)     |                            |                          |                          |                                |                              |                                                                               | A Long Time Coming                  | (1954)            |
| (16)     |                            |                          |                          |                                |                              |                                                                               | Mystery on the Isle of Skye         | (1955)            |
| (17)     |                            |                          |                          |                                | El Estanque Misterioso       | Jofre Homedes                                                                 | The Quicksilver Pool                | (1955)            |
| (18)     |                            |                          |                          |                                |                              |                                                                               | The Fire and the Gold               | (1956)            |
| (19)     |                            |                          |                          |                                |                              |                                                                               | The Highest Dream                   | (1956)            |
| (20)     |                            |                          |                          |                                |                              |                                                                               | The Trembling Hills                 | (1956)            |
| (21)     |                            |                          |                          |                                |                              |                                                                               | Mystery of the Green Cat            | (1957)            |
| (22)     |                            |                          |                          |                                |                              |                                                                               | Skye Cameron                        | (1957)            |
| (23)     |                            |                          |                          |                                |                              |                                                                               | Secret of the Samurai Sword         | (1958)            |
| (24)     |                            |                          |                          |                                |                              |                                                                               | The Moonflower                      | (1958)            |
| (25)     |                            |                          |                          |                                |                              |                                                                               | Creole Holiday                      | (1959)            |
| (26)     |                            |                          |                          |                                |                              |                                                                               | Mystery of the Haunted Pool         | (1960)            |
| (27)     |                            |                          |                          |                                |                              |                                                                               | Thunder Heights                     | (1960)            |
| (28)     |                            |                          |                          |                                |                              |                                                                               | Secret of the Tiger's Eye           | (1961)            |
| (29)     |                            |                          |                          |                                | Fuego Azul                   | María Eugenia Ciocchini                                                       | Blue Fire                           | (1961)            |
| (30)     |                            |                          |                          |                                |                              |                                                                               | Mystery of the Golden Horn          | (1962)            |
| (31)     | A casa das sombras         | Ana Gonzalez             | Uma janela sobre a praça | Luzia Machado da Costa         | Revelaciones                 | Montserrat Gurgui                                                             | Window on the Square                | (1962)            |
| (32)     | O mistério da mão oculta   | Eduardo Saló             |                          |                                |                              |                                                                               | Mystery of the Hidden Hand          | (1963)            |
| (33)     |                            |                          | Sete lágrimas para Apolo | Luzia Machado da Costa         | Siete Lágrimas por Apolo     | J. Romero de Tejada                                                           | Seven Tears for Apollo              | (1963)            |
| (34)     |                            |                          |                          |                                |                              |                                                                               | Secret of the Emerald Star          | (1964)            |
| (35)     |                            |                          | Âmbar negro              | Luzia Caminha Machado da Costa | Ámbar Negro                  | J. Romero de Tejada                                                           | Black Amber                         | (1964)            |
| (36)     |                            |                          |                          |                                |                              |                                                                               | The Red Carnelian (c)               | (1965)            |
| (37)     | O mistério do ídolo chines | A. Peres Ramos           |                          |                                |                              |                                                                               | Mystery of the Angry Idol           | (1965)            |
| (38)     |                            |                          | A virgem de jade         | Hélio Pólvora                  | Jade del Mar                 | Camila Batlles                                                                | Sea Jade                            | (1965)            |
| (39)     |                            |                          | O mistério de Columbella | Affonso Blacheyre              |                              |                                                                               | Columbella                          | (1966)            |
| (40)     |                            |                          |                          |                                |                              |                                                                               | Mystery of the Strange Traveler(d)  | (1967)            |
| (41)     |                            |                          |                          |                                |                              |                                                                               | Secret of the Spotted Shell         | (1967)            |
| (42)     | A casa da montanha         | M. Ferreira do Vale      |                          |                                |                              |                                                                               | Silverhill                          | (1967)            |
| (43)     | A torre verde              | Carolina de Oliveira     |                          |                                |                              |                                                                               | Hunter's Green                      | (1968)            |
| (44)     |                            |                          |                          |                                |                              |                                                                               | Secret of Goblin Glen               | (1969)            |
| (45)     |                            |                          |                          |                                |                              |                                                                               | The Mystery of the Crimson Ghost    | (1969)            |
| (46)     |                            |                          |                          |                                |                              |                                                                               | The Winter People                   | (1969)            |
| (47)     |                            |                          |                          |                                |                              |                                                                               | Secret of the Missing Footprint     | (1969)            |
| (48)     | A ilha perdida             | Eduardo Saló             | A ilha perdida           | Áurea Weissemberg              | La Isla del Recuerdo         | Isabel Murillo                                                                | Lost Island                         | (1970)            |
| (49)     |                            |                          |                          |                                |                              |                                                                               | The Vanishing Scarecrow             | (1971)            |
| (50)     |                            |                          |                          |                                |                              |                                                                               | Nobody Likes Trina                  | (1972)            |
| (51)     | Ouvindo o sussuro          |                          | Uma voz na penumbra      | Luzia Machado da Costa         |                              |                                                                               | Listen for the Whisperer            | (1972)            |
| (52)     |                            |                          |                          |                                |                              |                                                                               | Mystery of the Scowling Boy         | (1973)            |
| (53)     |                            |                          |                          |                                | Fuego Blanco                 | María E. Gregor                                                               | Snowfire                            | (1973)            |
| (54)     |                            |                          |                          |                                |                              |                                                                               | The Turquoise Mask                  | (1974)            |
| (55)     |                            |                          |                          |                                |                              |                                                                               | Secret of Haunted Mesa              | (1975)            |
| (56)     |                            |                          |                          |                                | Envuelta en la Niebla        | Montserrat Gurguí Martínez de Huete, /Eliana Carballude y Juan Pérez de Ayala | Spindrift                           | (1975)            |
| (57)     |                            |                          |                          |                                |                              |                                                                               | The Golden Unicorn                  | (1976)            |
| (58)     |                            |                          |                          |                                |                              |                                                                               | Writing Juvenile Stories and Novels | (1976)            |
| (59)     |                            |                          |                          |                                |                              |                                                                               | Secret of the Stone Face            | (1977)            |
| (60)     |                            |                          |                          |                                |                              |                                                                               | The Stone Bull                      | (1977)            |
| (61)     |                            |                          |                          |                                |                              |                                                                               | The Glass Flame                     | (1978)            |
| (62)     |                            |                          |                          |                                | Domino                       | Estela Canto                                                                  | Domino                              | (1979)            |
| (63)     |                            |                          |                          |                                | Poinciana                    | Ariel Bignami                                                                 | Poinciana                           | (1980)            |
| (64)     |                            |                          |                          |                                | Escarlata                    | Kato Molinari                                                                 | Vermilion                           | (1981)            |
| (65)     |                            |                          |                          |                                |                              |                                                                               | Guide to Fiction Writing            | (1982)            |
| (66)     |                            |                          |                          |                                | La casa del arbol de humo    | Edith Zilli                                                                   | Emerald                             | (1983)            |
| (67)     |                            |                          |                          |                                | La canción de la lluvia      | Eliana Carballude y Juan Pérez de Ayala                                       | Rainsong                            | (1984)            |
| (68)     |                            |                          |                          |                                | Sueño de orquideas           | Cármen Bordeu de Smith Estrada                                                | Dream of Orchids                    | (1985)            |
| (69)     |                            |                          |                          |                                | El Árbol En Llamas           | Ariel Bignami                                                                 | Flaming Tree                        | (1986)            |
| (70)     | A espada de prata          | Ana Maria Pinto da Silva |                          |                                |                              |                                                                               | Silversword                         | (1987)            |
| (71)     |                            |                          |                          |                                |                              |                                                                               | Feather on the Moon                 | (1988)            |
| (72)     |                            |                          |                          |                                | Arco Iris en la Niebla       | Lilian Schmidt                                                                | Rainbow in the Mist                 | (1989)            |
| (73)     |                            |                          |                          |                                | El Viento En Las Rocas       | María Verónica Álvarez                                                        | The Singing Stones                  | (1990)            |
| (74)     |                            |                          |                          |                                | Mujer Sin Pasado             | Gurguí, Montserrat                                                            | Woman Without a Past                | (1991)            |
| (75)     | O cisne negro              | Maria Luísa Santos       |                          |                                | El Cisne Negro               | Susana Camps Perarnau                                                         | The Ebony Swan                      | (1992)            |
| (76)     |                            |                          |                          |                                |                              |                                                                               | Star Flight                         | (1993)            |
| (77)     |                            |                          |                          |                                | Hija de Las Estrellas        | Susana Camps Perarnau                                                         | Daughter of the Stars               | (1994)            |
| (78)     |                            |                          |                          |                                |                              |                                                                               | Amethyst Dreams                     | (1997)            |

Observação: os títulos em Português e respectivos tradutores foi obtido mediante consulta à próprias obras.

(a) Posteriormente republicado como "The red carnelian"

(b) Anteriormente publicado como "Red is to murder"

(c) Posteriormente republicado como "Mystery of the strange traveler"

(d) Anteriormente publicado como "The island of dark woods"